# Pečárka Bohusova
Pečárka Bohusova neboli pečárka trsnatá (Agaricus bohusii Bon 1983) je houba z čeledi pečárkovitých.

## Výskyt
Roste ve velkých trsech v hlubší humusovité půdě v listnatých porostech, zahradách a parcích od června do října.

## Popis
Klobouk bývá 6 – 15 cm široký, polokulovitý, vyklenutý s vláknitými šupinami. Lupeny jsou v mládí bílé a později hnědnou. Límeček je mohutný, kožovitý. Třeň je vláknitý, válcovitý a až 30 cm dlouhý, většinou zarostlý hluboko do země. Dužina se po otlačení barví do růžovohněda.

## Použití
Je to jedlá a chutná houba a lze ji použít v přípravě pokrmů úplně stejně jako pečárku polní.
Dužnina ale obsahuje oproti pečárce polní až dvacetinásobnou koncentraci agaritinu, takže má mnohem výraznější žampionové aroma a citlivým jedincům může konzumace způsobit zdravotní obtíže.